# ベント・パーソン
ベント・パーソン（ベント・ペーションとも、スウェーデン語: Bent Persson、1947年9月6日 - ）は、スウェーデンのジャズ・トランペットおよびコルネット奏者。1927年にメルローズ・ブラザーズによって発売されたルイ・アームストロングの50 Hot Chorusesと呼ばれる3枚組音盤で知られている。

## 参考資料
- The New Grove Dictionary of Jazz - vol.2, ISBN 978-0312113575
- Jazz: the essential companion Ian Carr/ Fairweather/ Pristley/ PALADIN ISBN 0246127414
- Satchmo - The genius of Louis Armstrong/ Gary Giddins/ Da Capo Press 2001
- Bonniers Musiklexikon 2003
- Svensk Jazzhistoria/ Erik Kjellberg 1985

| スタブアイコン | サブスタブ | この項目は、まだ閲覧者の調べものの参照としては役立たない、音楽関係者（バンド等）に関連した書きかけの項目です。この項目を加筆・訂正などしてくださる協力者を求めています（P:音楽/PJ:芸能人）。 |